# Naoko Yamazaki
Naoko Yamazaki (født 27. december 1970) er en japansk JAXA-astronaut, og den anden kvindelige japanske astronaut efter Chiaki Mukai til at komme i rummet. I 2010 fløj Naoko Yamazaki med om bord på STS-131, som 5. missionsspecialist.